# Piute Range
De Piute Range is een bergketen in de Mojavewoestijn in San Bernardino County, in het zuidoosten van de Amerikaanse staat Californië. Een klein deel van de keten bevindt zich in Nevada. De keten bevindt zich ten oosten van de Lanfair Valley, ten zuidoosten van de New York Mountains en de Castle Mountains en ten noordoosten van de Piute Mountains. Het grootste deel van de Piute Range ligt in het Mojave National Preserve en loopt in een noordzuidelijke richting.
Fort Piute bevindt zich in de keten. Het is een gebouw dat werd gebruikt als toevluchtsoord voor reizigers die vanuit San Bernardino door de Mojavewoestijn naar Fort Mojave trokken dat zich in het zuidoostelijke eind van de keten bevindt dicht bij Piute Spring.